# ليليان لكس
ليليان لكس (بالإنجليزية: Lillian Lux)‏ (بالعبرية: ליליאן לוקס‏) هي مغنية مؤلفة وملحنة ومغنية وممثلة إسرائيلية وأمريكية، ولدت في 20 يونيو 1918 في بروكلين في الولايات المتحدة، وتوفيت في 11 يونيو 2005 في نيويورك في الولايات المتحدة.

## وصلات خارجية
- ليليان لكس على موقع IMDb (الإنجليزية)
- ليليان لكس على موقع ميوزك برينز (الإنجليزية)
- ليليان لكس على موقع قاعدة بيانات برودواي على الإنترنت (الإنجليزية)
- ليليان لكس على موقع قاعدة بيانات الفيلم (الإنجليزية)